# Rhododendron taliense
Rhododendron taliense är en ljungväxtart som beskrevs av Adrien René Franchet. Rhododendron taliense ingår i släktet rododendron, och familjen ljungväxter. Inga underarter finns listade i Catalogue of Life.